# دانشگاه ویتائوتاس مگنوس
دانشگاه وتائوتاس مگنوس (VMU) (به زبان لیتوانیایی: Vytauto Didžiojo Universitetas (VDU)) یک دانشگاه عمومی در شهر کاوناس، لیتوانی است. این دانشگاه در سال ۱۹۲۲ میلادی در دوران جنگ لهستان و لیتوانی ساخته شد. پیش از آن، به عنوان دانشگاه لیتوانی شناخته شده بود اما در سال ۱۹۳۰ میلادی نام آن به مناسبت سالگرد ۵۰۰ سالگی درگذشت ویتائوتاس بزرگ به ویتائوتاس مگنوس تغییر کرد. این دانشگاه یکی از معتبرترین دانشگاه‌ها در لیتوانی است و حدود ۸٬۸۰۰ دانشجو و حدود ۱۰۰۰ کارمند و ۹۰ استاد دارد.